# Plana Segalar
La Plana Segalar és una plana de muntanya del terme municipal de Sarroca de Bellera, al Pallars Jussà, dins del territori del poble de Sentís.
Està situada en un coster en el vessant oriental del Tossal de Prat d'Hort, al sud de Sentís. És a l'extrem oriental de la Serra de Rials.

## Etimologia
El seu nom procedeix del principal conreu que es collia en aquesta plana, el sègol.